# Staroverstvo
Slovansko staroverstvo oziroma stara vera ali rodnoverstvo oziroma rodna vera je eno od sodobnih imen za obnovljeno politeistično etnično religijo Slovanov in njeno ponovno oživljanje med slovanskimi narodi.
Staroverci častijo bogove starih Slovanov  oziroma lokalne slovanske bogove, kult prednikov, rastlinstva in kult svetih živali. Slovani niso imeli posebnega imena za svojo religijo, saj te vsepričujoče realnosti niso imeli za ločeno institucijo. Zato se je poseben izraz za slovansko staroverstvo uveljavil šele v 20. stoletju, ko se je dosegla »kritična masa« ljudi, ki so se zanimali za zgodovino, religijo, tradicijo in kulturo predkrščanskih Slovanov, kot tudi samih vernikov, ki so svojo duhovno pot prepoznali v slovanski staroverski religiji. V večini slovanskih držav se uporablja termin rodnoverstvo, redkeje tudi staroverstvo (rus. роднове́рие, poднaя вepa; polj. rodzimowierstwo, rodzima wiara; ukr. рідновір'я, ріднa вірa; češ. rodnověří, rodná víra; bol. родноверие; hrv. rodnoverje; srb. rodnoverje, rodna vera). Ime je nastalo z združenjem besed rod in vera. Izraz, ki se uporablja v angleškem jeziku je "native faith" ali Rodnovery. Alternativni izrazi so tudi slovanska vera, naravoverci in narodna vera . V Sloveniji se je uveljavilo ime staroverci, paralelno s tem izrazom pa se uporablja tudi ime rodnoverci in za religijo tudi slovenska vera.